# Aldo Pifferi
Aldo Pifferi (Orsenigo, 25 ottobre 1938 – Lipomo, 29 ottobre 2023) è stato un ciclista su strada italiano, professionista dal 1962 al 1970.

## Carriera
Nel 1954 inizia a correre per la Cittadella di Como, con la quale vince la sua prima gara ufficiale; l'anno successivo sempre vestendo i colori della società comasca entra nella categoria degli Esordienti, nella quale raggiunge traguardi importanti in ambito provinciale ed extra-provinciale.
Nel 1957 entra nella categoria dei dilettanti di seconda fascia e l'anno dopo passa nei dilettanti di prima fascia. Nel 1959 vince ben 13 gare e viene scelto come rappresentante della Nazionale italiana ai campionati del mondo dilettanti di Zandvoort (Paesi Bassi), in cui si piazza tredicesimo. Nel 1960 è costretto a recarsi a Roma per il periodo di leva obbligatoria (continuando però ad allenarsi); l'anno dopo veste nuovamente la maglia della nazionale per i campionati del mondo dilettanti a Berna (Svizzera), in cui conclude sesto.
Nel 1962 passa alla categoria professionisti, con la squadra dell'Atala-Pirelli, debuttando peraltro al Giro d'Italia. L'anno successivo passa alla Lygie (ciclismo), con la quale resta per due stagioni senza però cogliere successi: al primo anno è secondo nella tappa di Arezzo al Giro d'Italia, mentre nel 1964 si classifica terzo al Giro della Provincia di Reggio Calabria.
Nel 1965 cambia squadra e passa alla Vittadello, con la quale vince in volata la tappa del Giro d'Italia da Diano Marina a Torino; l'anno dopo è decimo al Giro di Lombardia e secondo alla Coppa Placci a Imola. Nel 1967 corre il Giro di Sardegna, arrivando secondo nella tappa finale da Sassari a Cagliari, dietro al solo Eddy Merckx; in stagione vince inoltre la prima tappa della Tirreno-Adriatico, a Viterbo, e il Giro delle Tre Province a Camucia.
Nel 1968 passa alla Pepsi Cola (ex Vittadello), con cui corre il suo settimo e ultimo Giro d'Italia e nel 1969 alla Ferretti. Nell'ottobre del 1970 annuncia il ritiro, chiudendo così la carriera da professionista.
Negli anni successivi si dedicò alla famiglia fino al 1979, quando aprì, con sua moglie (Luisa Pozzi), un negozio di biciclette a Como, che chiuderanno solo nel 2000.

## Palmarès
- 1965 (Vittadello, una vittoria)

16ª tappa Giro d'Italia (Diano Marina > Torino)
- 1967 (Vittadello, due vittorie)

2ª tappa Tirreno-Adriatico (Fiuggi > Viterbo)
Giro delle Tre Province - Camucia (prova del Trofeo Cougnet)

## Piazzamenti

### Grandi Giri
- Giro d'Italia

1962: ritirato
1963: 64º
1964: 95º
1965: 69º
1966: 74º
1967: ritirato
1968: 81º

### Classiche monumento
- Milano-Sanremo

1962: 59º
1963: 21º
1964: 95º
1966: 22º
1968: 18º
- Giro di Lombardia

1964: 26º
1966: 10º

### Competizioni mondiali
- Campionati del mondo

Zandvoort 1959 - In linea dilettanti: 13º
Berna 1961 - In linea dilettanti: 6º